# Alan Herndon
Alan Michael Herndon (ur. 10 listopada 1994) – amerykański koszykarz, występujący na pozycji silnego skrzydłowego. 
W 2018 reprezentował Washington Wizards podczas rozgrywek letniej ligi NBA w Las Vegas.
W 2021 został zawodnikiem Astorii Bydgoszcz.

## Osiągnięcia
Stan na 3 grudnia 2023, na podstawie, o ile nie zaznaczono inaczej.
NCAA
- Uczestnik rozgrywek turnieju NCAA (2015)
- Mistrz turnieju konferencji Mountain West (2015)
- Obrońca roku Mountain West (2018)
- Zaliczony do:
  - I składu defensywnego Mountain West (2018)
  - składu honorable mention Mountain West (2018)